# Wohnhaus Chreschtschatyk 13
Das Wohnhaus Chreschtschatyk 13 (ukrainisch Будинок на Хрещатику, 13 Budynok na Chreschtschatyku 13) ist ein an zentraler Stelle befindliches, stadtbildprägendes Gebäude an der Ecke Chreschtschatyk/ Majdan Nesaleschnosti im Zentrum der ukrainischen Hauptstadt Kiew.
Das in den Jahren 1950 bis 1951 entstandene Wohngebäude war das erste Nachkriegsgebäude der Innenstadt und wurde von den Architekten Alexander Wlassow, Anatolij Dobrowolskyj und Boris Prijmak ist im Stil des sowjetischen Retropektivismus erbaut. Das achtgeschossige Bauwerk trägt einen Turm mit einer Spitze. Simse, Balkone und die mit hohen Giebeln verzierte Dachfenster sind mit Barockfiguren und bizarren Dekor versehen, die sich von der mit Keramikfliesen verkleideten Fassade abheben.
Das Haus wurde von berühmten Persönlichkeiten der Wissenschaft und Kultur bewohnt. 1989 wurde an einer Säule des Gebäudes eine Bronzetafel mit einem Flachrelief des Porträts vom Architekten Anatolij Dobrowolskyj angebracht. Im Erdgeschoss des Gebäudes befinden sich Einzelhandelsgeschäfte.

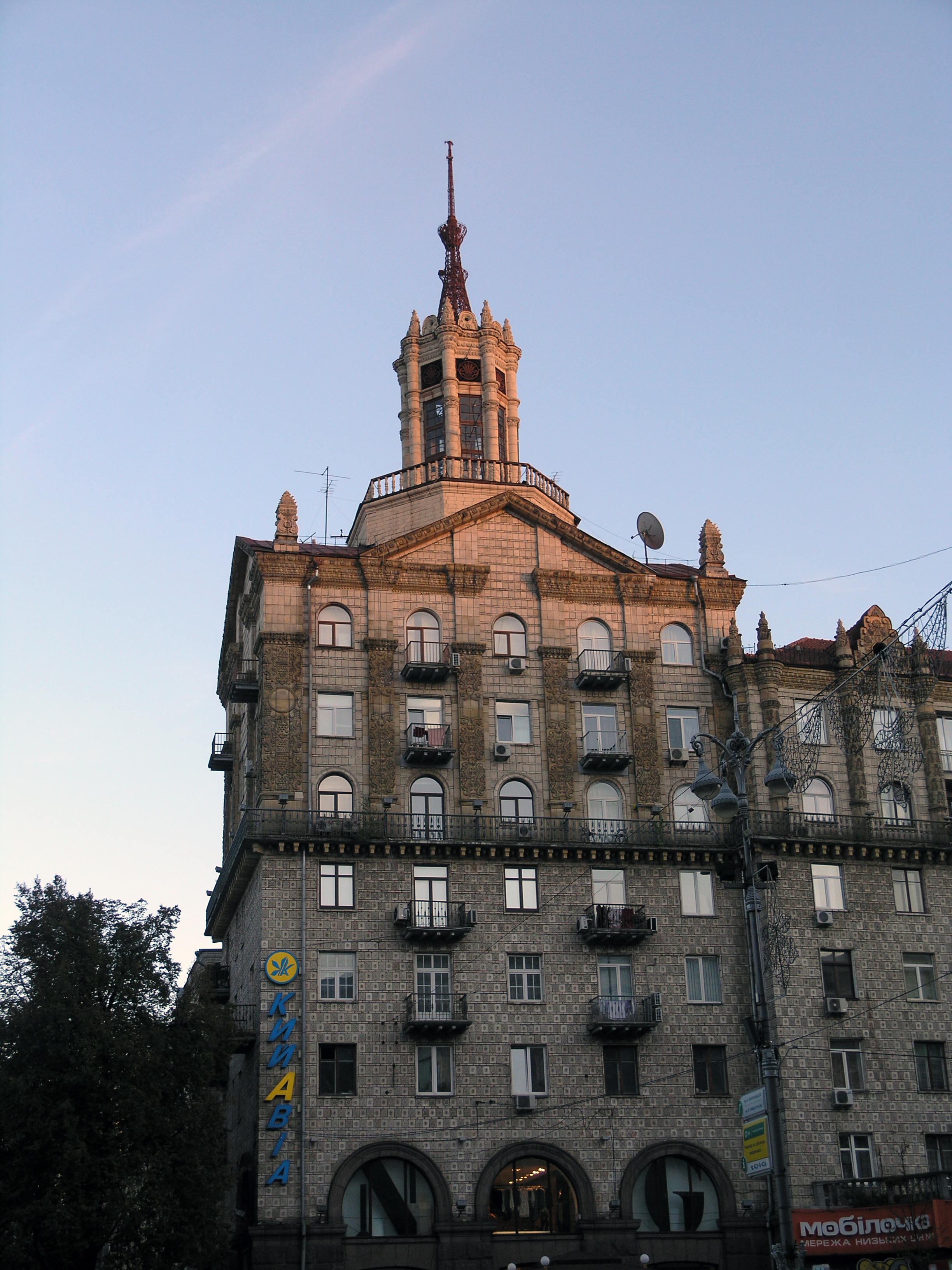
Nahaufnahme des Gebäudes
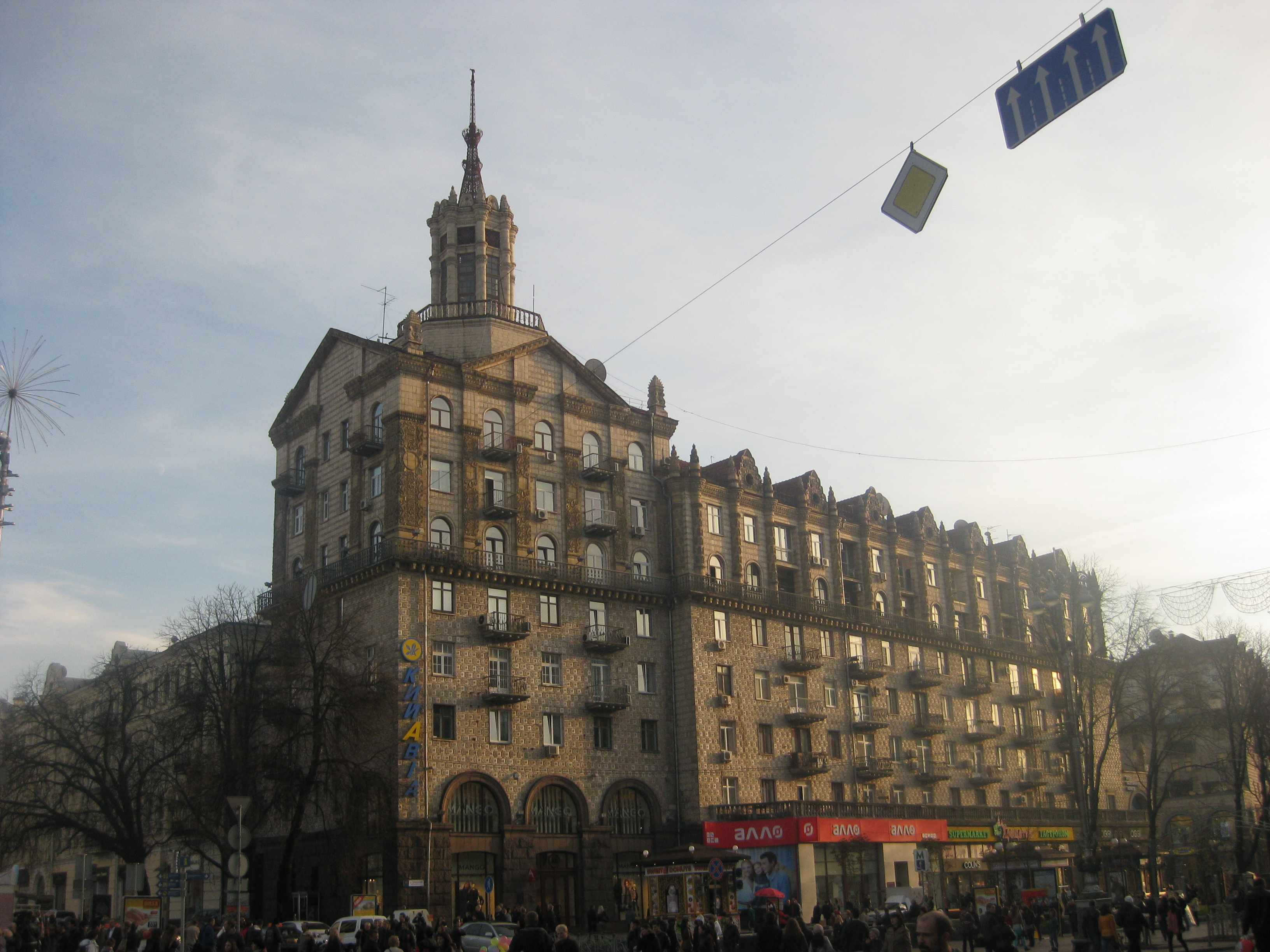
Gesamtansicht des Gebäudes
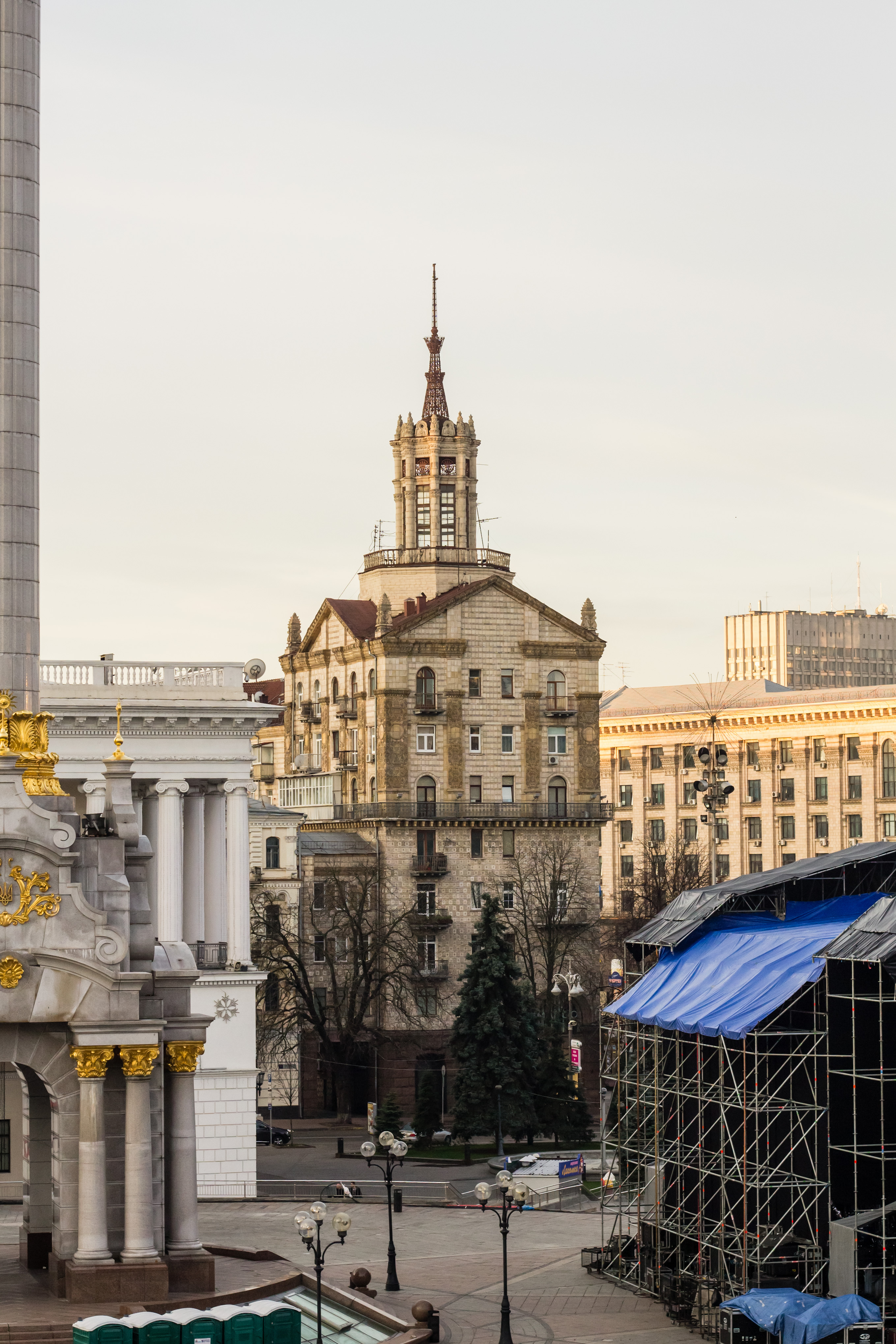
Gebäude vom Unabhängigkeitsdenk- mal aus gesehen